# Aleksandra Chmielewska
Aleksandra Chmielewska (z d. Skarzyńska) (ur. 11 października 1988) – polska pięcioboistka, indywidualna mistrzyni Polski (2013), mistrzyni świata, medalistka mistrzostw Europy.

## Życiorys
Była zawodniczką UKS "G-8" Bielany, gdzie jej trenerem był Mateusz Nowicki. W 2015 została drużynową mistrzynią świata (razem z Oktawią Nowacką i Anną Maliszewską) oraz brązową medalistką mistrzostw świata w sztafecie (z Oktawią Nowacką), a indywidualnie zajęła 23. miejsce. Ponadto zdobyła wicemistrzostwo Europy w sztafecie w 2012 (z Sylwią Gawlikowską i Katarzyną Wójcik) i 2013 (razem z Katarzyną Wójcik i Oktawią Nowacką).
Reprezentowała Polskę także na mistrzostwach świata seniorek w 2011 (indywidualnie odpadła w eliminacjach, 10. miejsce drużynowo, 8 m. w sztafecie), 2012 (indywidualnie odpadła w eliminacjach, 6 m. drużynowo i 7 m. w sztafecie), 2013 (22 m. indywidualnie, 6 m. drużynowo, 14 m. w sztafecie) i 2014 (indywidualnie odpadła w eliminacjach, 12 m. drużynowo i 7 m. w sztafecie) oraz mistrzostwach Europy seniorek w 2010 (27 m. indywidualnie), 2011 (26 m. indywidualnie, 5 m. drużynowo, 7 m. w sztafecie), 2012 (22 m. indywidualnie, 5 m. drużynowo), 2013 (27 m. indywidualnie, 6 m. drużynowo), 2014 (23 m. indywidualnie, 8 m. drużynowo, 11 m. w sztafecie) i 2015 (27 m. indywidualnie, 7 m. drużynowo).
W 2011 została wicemistrzynią Polski w sztafecie mieszanej (z Remigiuszem Golisem), w 2012 mistrzynią Polski w sztafecie mieszanej (z Michałem Stefańskim) i brązową medalistką mistrzostw Polski indywidualnie, w 2013 mistrzynią Polski indywidualnie i w sztafecie mieszanej (z Remigiuszem Golisem), w 2014 mistrzynią Polski w sztafecie mieszanej (z Remigiuszem Golisem) i brązową medalistką mistrzostw Polski indywidualnie, w 2015 mistrzynią Polski w sztafecie mieszanej (z Michałem Stefańskim) i brązową medalistką mistrzostw Polski indywidualnie.
19 września 2015 roku wyszła za mąż za Tomasza Chmielewskiego.